# Orville et Wilbur Wright
Pour les articles homonymes, voir Wright.
Les frères Orville Wright (né le 19 août 1871 à Dayton et mort le 30 janvier 1948 dans la même ville) et Wilbur Wright (né le 16 avril 1867 à Millville dans l'Indiana et mort le 30 mai 1912 à Dayton) sont deux célèbres pionniers américains de l'aviation, à la fois chercheurs, ingénieurs, concepteurs, constructeurs et pilotes.
Après de nombreux vols sur planeurs entre 1900 et 1902, ils effectuent fin 1903 leurs premiers vols motorisés.
Les frères Wright se sont distingués de leurs prédécesseurs et de leurs contemporains par leur approche analytique et expérimentale du problème. Leur contribution essentielle sera d'avoir correctement analysé la mécanique de vol du virage et d'avoir réalisé, en 1902, les premiers vols contrôlés grâce au couplage de la gouverne de direction et du gauchissement (obtenu par vrillage) des ailes. Maîtrisant le pilotage, ils effectuent en 1905 les premiers vols pouvant être qualifiés de « contrôlés », de longue durée, avec des virages inclinés et non dérapés.
Cependant, leur obsession du secret autour de leurs machines et de leurs capacités à réaliser un vol motorisé contrôlé (qu'ils maintiendront presque totalement jusqu'à l'obtention de brevet d'invention en 1905) entraînera un scepticisme général, en particulier en Europe, quand ils commenceront à communiquer en 1905 tout en exigeant un contrat commercial ferme avant toute démonstration. Cela explique le décalage de plusieurs années entre les premiers vols contrôlés de 1905, à l'écart de tout spectateur dans les dunes de Caroline du Nord, et les vols publics de 1908 en France dans la Sarthe où leur maîtrise du pilotage sera reconnue.
Consacrant leur énergie à protéger leur invention et à des luttes de brevets, ils ne remettent pas en cause la configuration atypique de leur machine (configuration canard, pas d'ailerons, pas de roues, hélices à l'arrière), qui est obsolète en 1910 et ne sera pas poursuivie.

## Historique

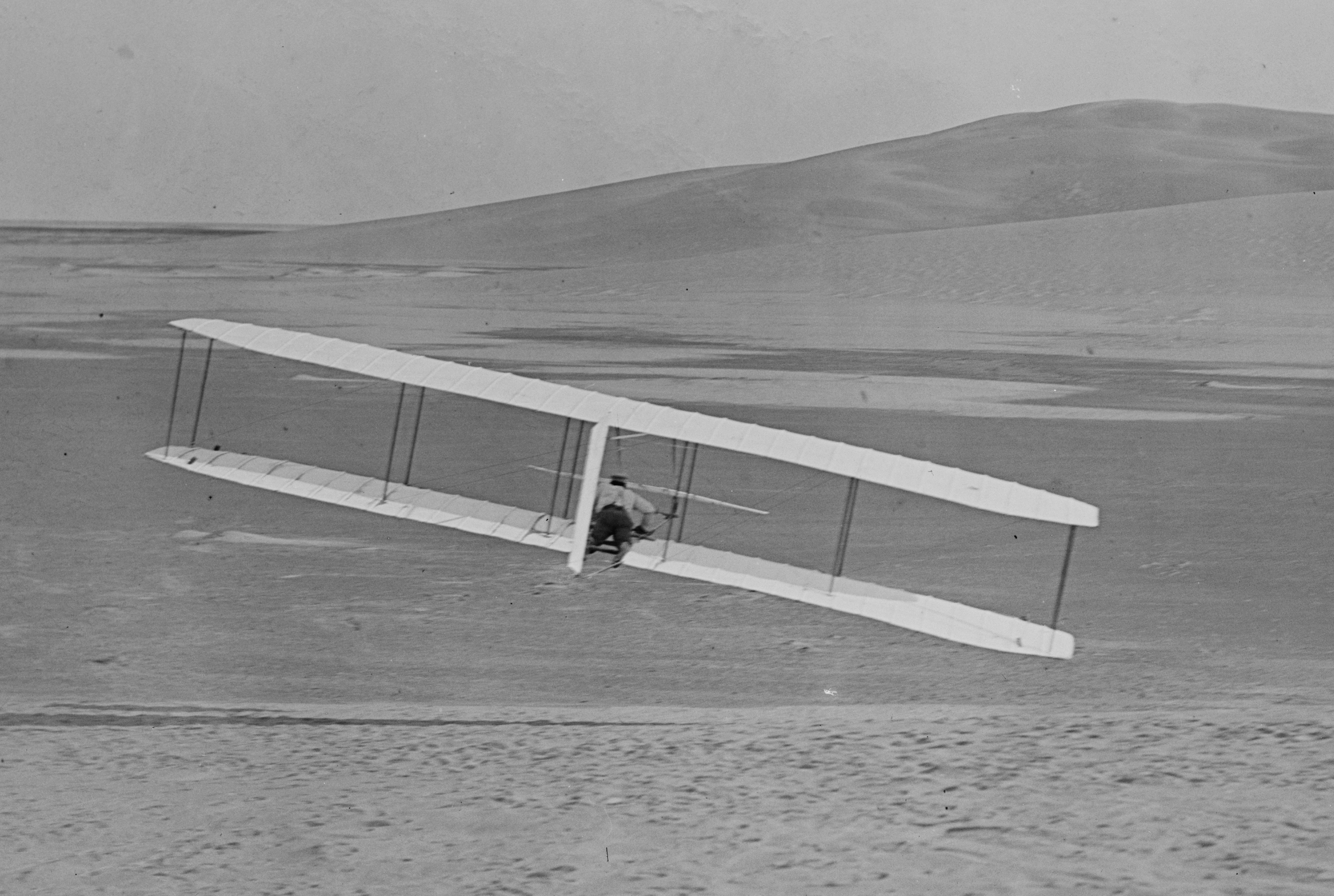
Planeur Wright de 1902.

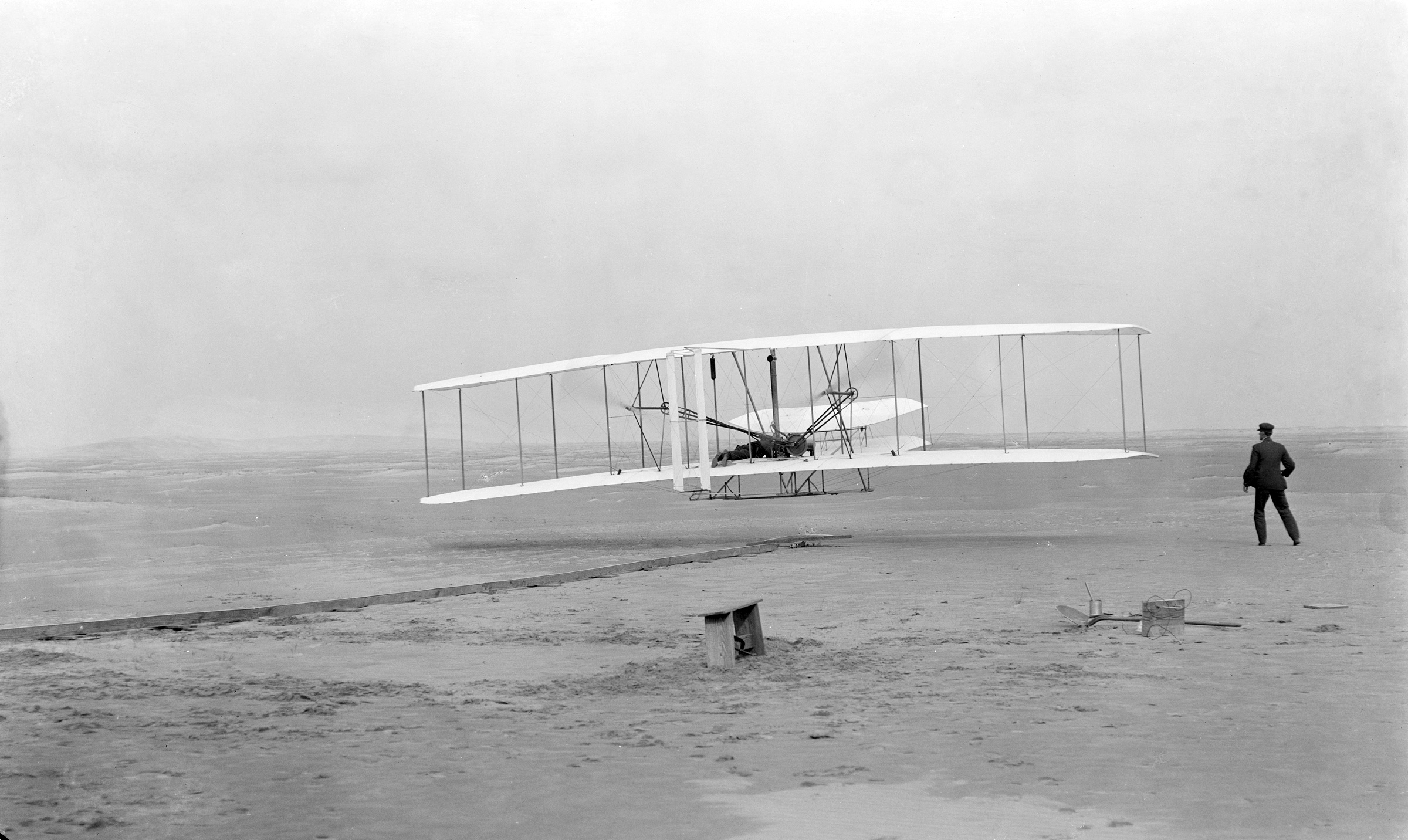
Premier vol motorisé des frères Wright le 17 décembre 1903 sur Flyer.

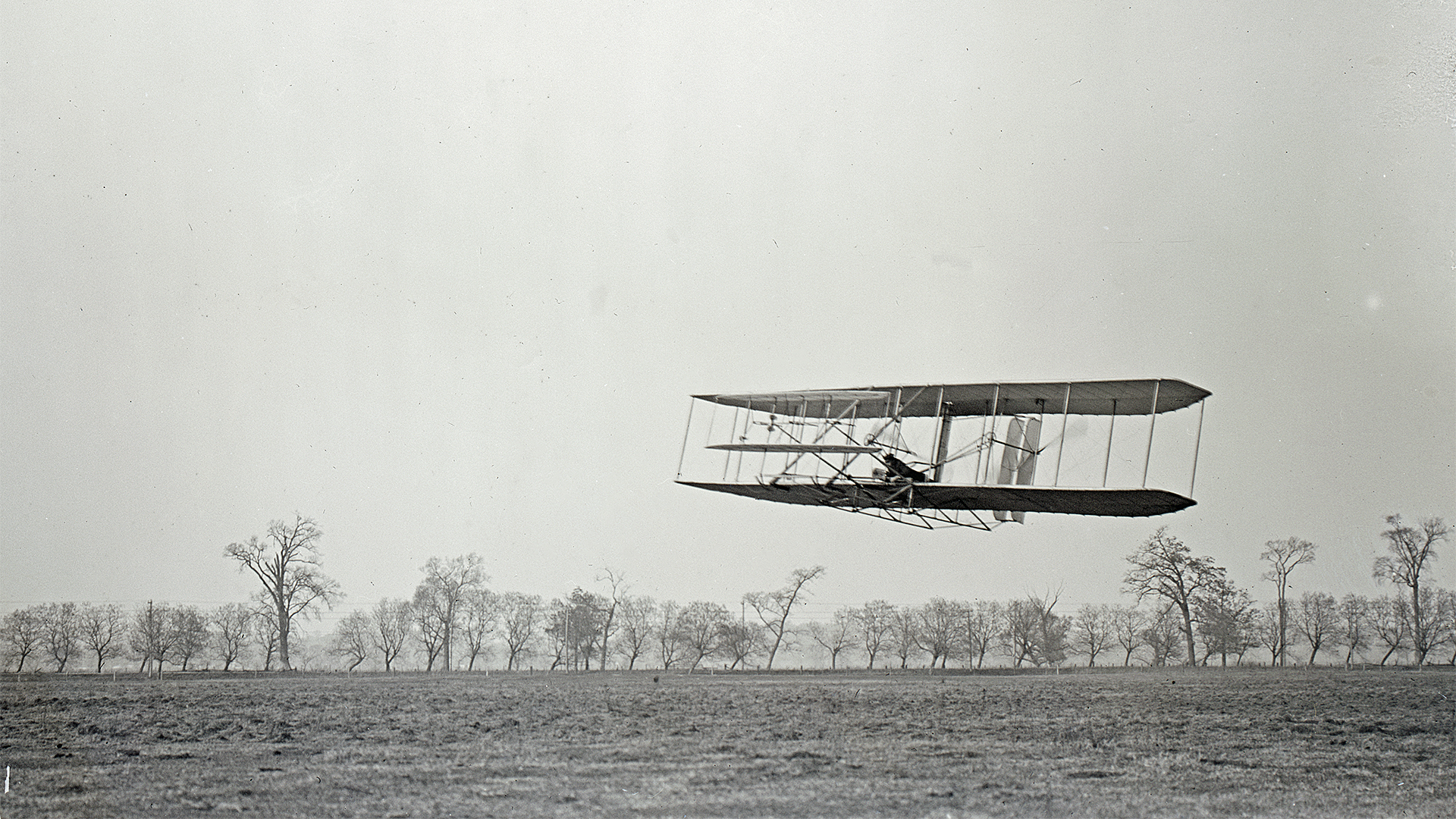
Wright Flyer II en Ohio, 1904.

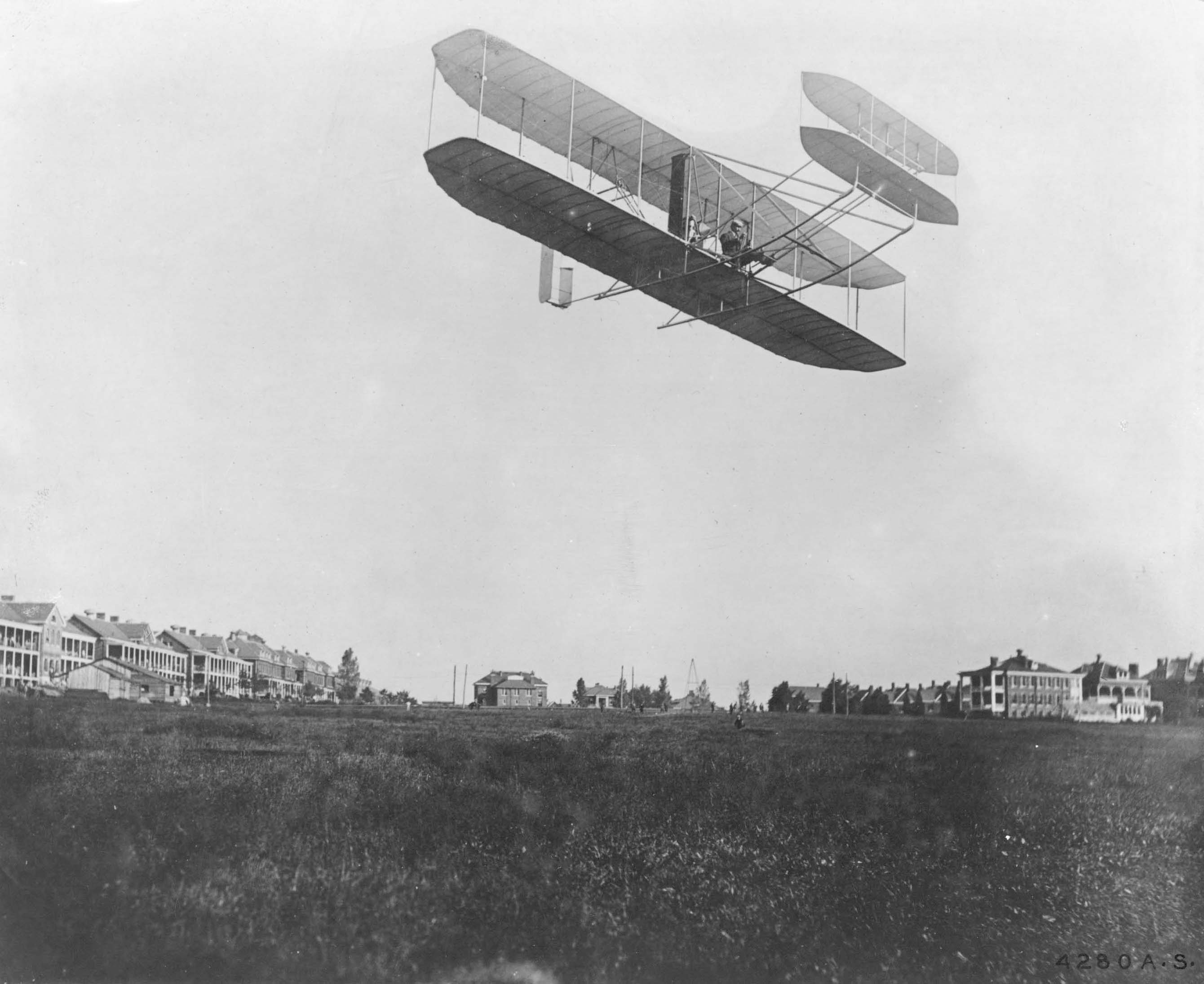
Wright Flyer à Fort Myer (Virginie) en 1908.

Les frères Wright sont originaires de Dayton, dans l'Ohio, aux États-Unis, où ils possèdent un atelier de bicyclettes. Une légende veut que ces modestes fabricants de vélos, s'ennuyant dans leur atelier, aient inventé l'avion par hasard, sans aide extérieure. En réalité, les frères sont des ingénieurs doués. Ils se sont inspirés de pionniers de l'aviation, tels qu'Otto Lilienthal ou Octave Chanute, pour concevoir le Flyer après cinq années d'expérimentations (cerfs-volants, planeurs, soufflerie), de recherche et de vols d'essais.
En relation avec Octave Chanute, ils réalisent, en 1899, un planeur à échelle réduite de type cellulaire (biplan à haubans) et, innovation majeure, muni d'un contrôle du gauchissement de la voilure. Ce planeur est essayé en vol comme un cerf-volant, « piloté » depuis le sol. Dès le début, et suivant les recommandations d'Octave Chanute, les frères Wright ont compris l'importance et la nécessité de l'expérimentation et du contrôle du pilotage de la machine.

### Premiers planeurs de 1900 et 1901
En 1900, ils réalisent un planeur de plus grande dimension (5,30 mètres d'envergure), capable de porter un pilote. Ce planeur, qui comporte maintenant une gouverne de tangage placée à l'avant, est essayé d'abord en cerf-volant, puis piloté pour la première fois le 20 octobre 1900. Ces essais en vol plané amènent des modifications : pour plus de portance, l'envergure est augmentée à 6,70 m. Pour chiffrer les effets de l'envergure et du profil sur la portance des ailes, ils construisent une petite soufflerie dans leur atelier dès 1901 (voir cette image).

### Planeur Wright 1902, l'invention du pilotage trois axes
Les vols de 1901 ont montré la nécessité d'augmenter encore l'envergure (la portant à 9,75 m) et d'installer une gouverne de direction, disposée à l'arrière, pour diriger la trajectoire en lacet. Grâce à cette modification qui fait de leur planeur la première machine volante contrôlée sur les trois axes, ils arrivent en 1902 à maîtriser la trajectoire de vol de leur planeur, et effectuent environ sept cents vols planés, d'une longueur de 150  à   200 mètres. Bien que cela soit rarement souligné, le système de contrôle de ce planeur représente en fait l'avancée majeure des frères Wright au début de l'aviation,.

#### Qui a inventé l'avion?
Gustav Weißkopf (aussi connu sous le nom de Gustave Whitehead), un ingénieur bavarois émigré aux États-Unis, aurait effectué le premier vol motorisé le 14 août 1901, à Bridgeport, dans le Connecticut, aux États-Unis. Cependant, pour la revue Scientific American, il n'y a pas de preuves établies d'un vol motorisé et contrôlé.
Par ailleurs (mais uniquement à cause des questions de terminologie que fait naître le mot Avion) le terme Avion a été ajouté dans la langue française à l'initiative du gouvernement français, ceci dans le but d'honorer le travail de Clément Ader, pionnier de l'aviation. En effet, entre les années 1892 et 1897, Ader conçut pour le compte de l'armée française plusieurs prototypes, lesquels s'avérèrent être les premiers avions au monde à moteur et gouvernables susceptibles de voler après décollage sans aide externe (cette absence d'aide externe pouvant également être revendiquée pour détrôner les frères Wright dont l'invention était dépendante d'un système de catapultage).

### Flyer
Capables de concevoir, de réaliser et de piloter une machine qui vole, les frères Wright s'attaquent alors au problème de la propulsion, et construisent dans leur atelier leur propre moteur et les hélices. Ils vont effectuer les essais de leur appareil baptisé Flyer, à Kitty Hawk, en Caroline du Nord. Après un premier essai infructueux de Wilbur, le 14 décembre 1903, ils effectuent leurs premiers vols motorisés (en ligne droite) le 
17 décembre 1903. Ferdinand Ferber, au courant de la « grande nouvelle » écrit aux frères Wright qu'il était acheteur d'une de leurs machines. Ils lui répondirent, très honnêtement, qu'elle n'était pas encore au point.

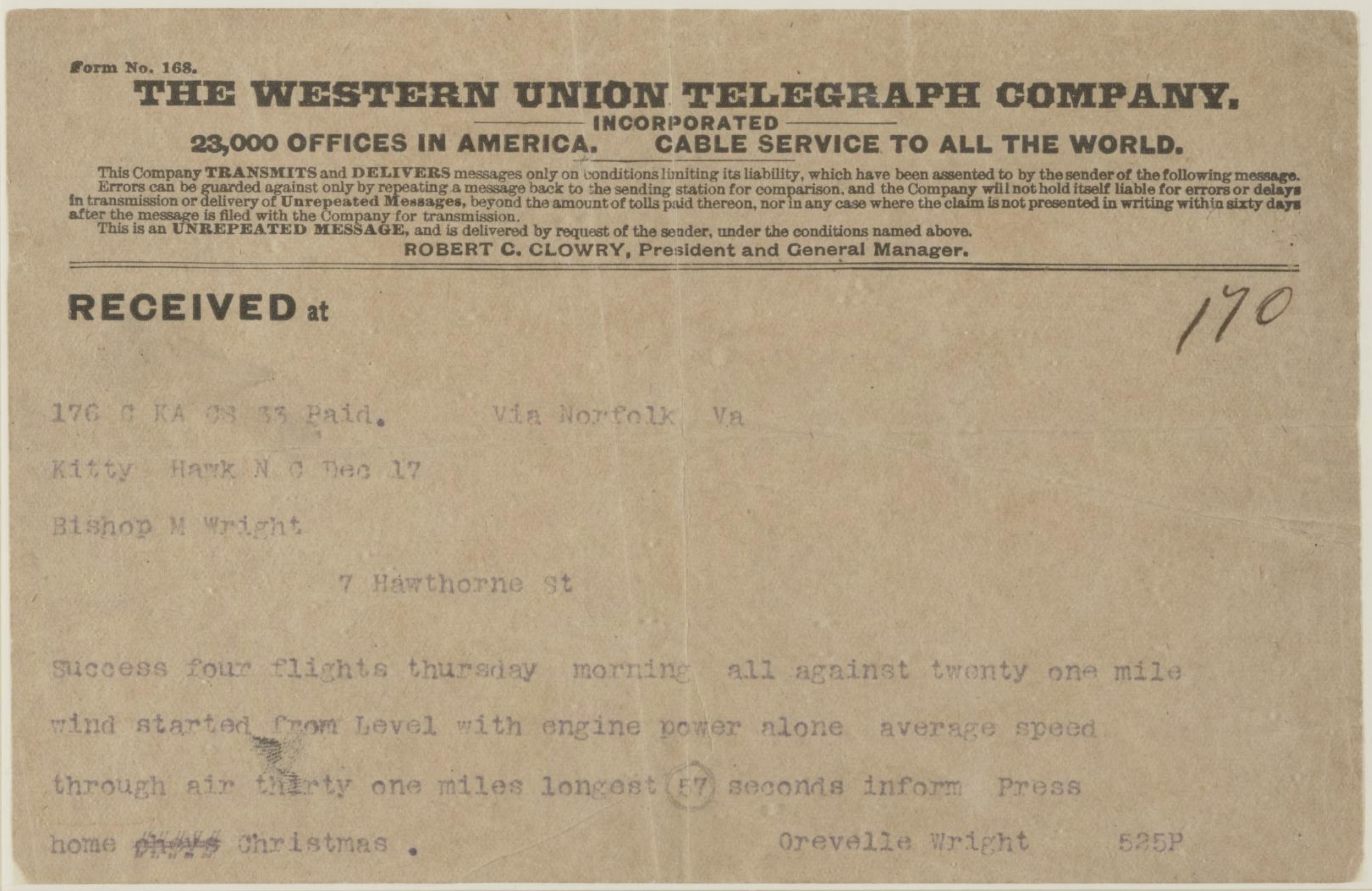
Télégramme adressé par Orville Wright à son père Milton après les quatre vols historiques du 17 décembre 1903.

Les Wright ont effectué avec ce Flyer seulement 4 vols en ligne droite, au ras du sol, avec une machine apparemment plus instable en tangage que leur planeur de 1902. Le 14 décembre, la première tentative de vol se termine au bout de 3 secondes par un atterrissage brutal. Après réparation, les Wright effectuent le 17 décembre quatre vols de 30 à 260 m, tous terminés par une perte de contrôle en tangage suivie d'un atterrissage forcé. « Orville trouva lui aussi une profondeur ultra sensible, l'avion se cabrant et piquant follement sur la dune, touchant le sol... avec un bruit sourd. »

### Flyer II
L'année suivante, avec un nouvel appareil au pilotage également difficile, le Flyer II, ils parviennent à effectuer des virages. Orville Wright effectue, le 20 septembre 1904, le premier vol en circuit fermé de l'histoire.

### Le Flyer III vole... en secret
Les premiers essais ne sont pas satisfaisants, mais après une mise au point de plusieurs mois, le succès arrive : le Flyer III de 1905 modifié vole mieux; ils maîtrisent mieux la technique de virage et effectuent un vol record de 39 minutes. Ils ont alors enfin réalisé le premier avion qui vole correctement, ils en sont les pilotes et ils ont déposé une demande de brevet qui couvre n'importe quelle machine volante contrôlée sur les trois axes.
Conscients de leur réussite, et convaincus d'avoir inventé l'avion, ils veulent protéger leurs droits. Wilbur veut absolument " faire de l'argent " avec son invention. Pour ne pas être copiés, les frères Wright n'ont convié aucun témoin ni journaliste pour attester de la réalité du vol motorisé contrôlé. Ils ne communiquent ni plans, ni photographies.
En 1906 et 1907, très sûrs d'eux, les frères Wright pensent qu'ils ont cinq ans d'avance  sur les autres pionniers du plus lourd que l'air et qu'ils peuvent se consacrer exclusivement à la gestion (financière) de leur invention. Plus aucun vol n'est réalisé, dans l'attente de l'octroi d'un brevet. Cette volonté de dissimulation, entretenue par les frères Wright, fera que beaucoup pourront, de bonne foi, douter de la réalité des vols du Flyer ; les Wright devront par la suite procéder à des vols de qualification exigeants lorsqu'ils démarcheront des clients pour vendre leur invention.

### FlyerModel A
Avec ce modèle plus puissant et biplace les frères Wright vont pouvoir montrer leur savoir-faire .

#### Révélation en 1908

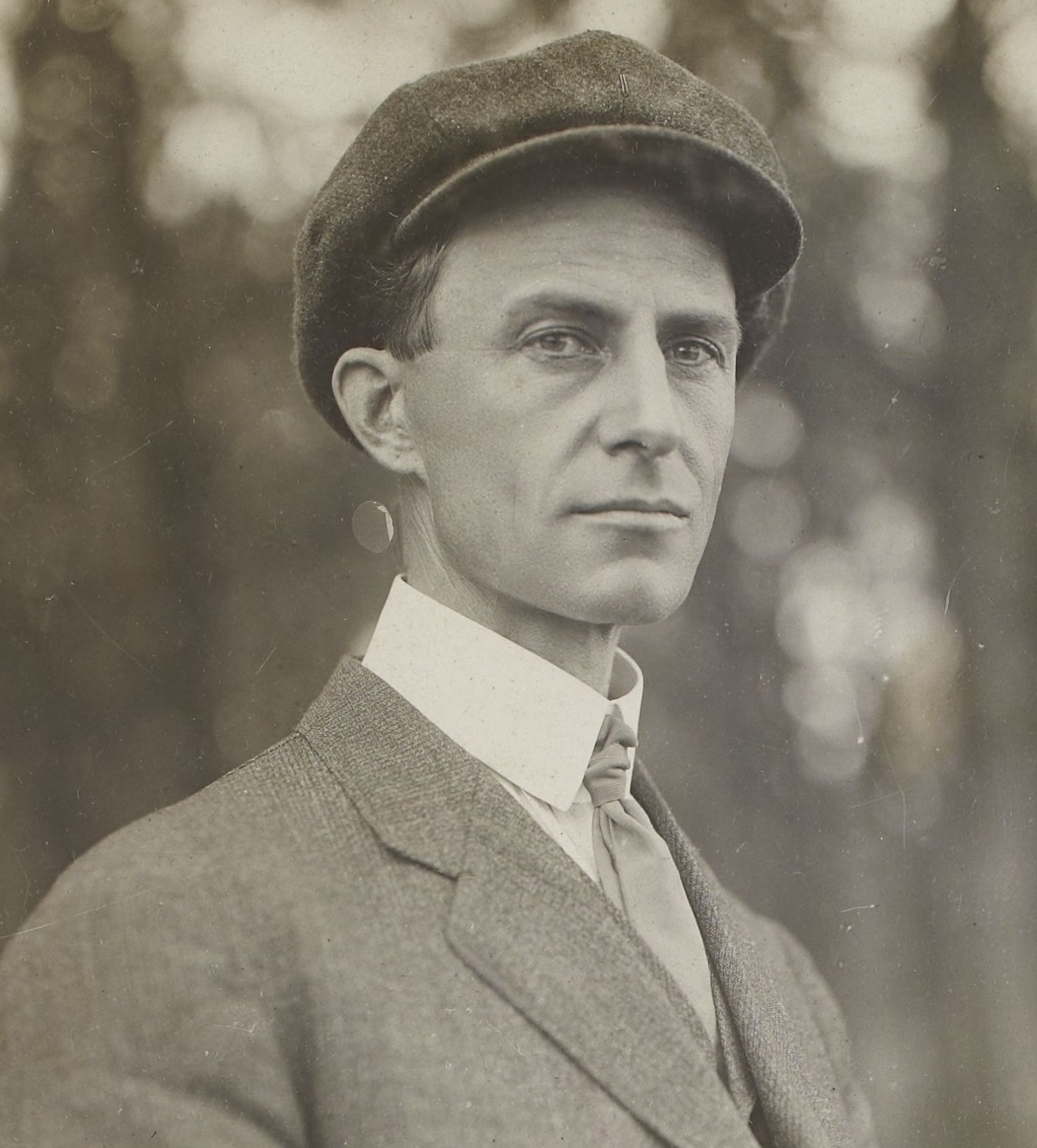
Wilbur Wright en France, au début août 1908.

Ils prennent des contacts avec l'US Army. En 1908, Orville Wright réalise des démonstrations de plus en plus spectaculaires sur le site de Fort Myer (Virginie), emportant un passager à plusieurs reprises. Un incident (rupture d'une hélice) va avoir une conséquence tragique : le 17 septembre 1908, son avion s'écrase. Le passager, Thomas Etholen Selfridge, est tué, et Orville est gravement blessé.
En même temps, un contrat est conclu en France avec la Compagnie générale de navigation aérienne de Lazare Weiller pour un accord de licence sur le Flyer, sous réserve de performances et de formation de trois pilotes. Leur appareil ayant répondu au cahier des charges imposé en termes de performances, la formation des pilotes débutera le 28 octobre 1908, date à laquelle Charles de Lambert prendra son tout premier cours, réalisant trois vols en ligne droite dans un premier temps.
Wilbur Wright a transporté un « Model A » en France et s'est installé au Mans le 15 juin. Il fait voler le Flyer le 8 août, aux Hunaudières, en présence d'une centaine de personnes puis au camp d'Auvours, à Champagné, près du Mans, où l'appareil est hébergé par les frères Amédée et Léon Bollée.
L'avance des Wright dans le domaine du pilotage, notamment dans la maîtrise du virage, va apparaître clairement pendant ces vols. « Les spectateurs qui avaient retenu leur souffle en voyant Farman faire ses immenses virages à plat voyaient Wilbur exécuter des huit serrés d'une petite pression de la main ». Ce sera une révélation pour les Français qui doutaient fortement de la réalité des vols des Wright. Paul Tissandier, futur élève pilote des Wright, sera son passager le 28 septembre : « C'est vraiment à n'y pas croire, dira-t-il. Les détracteurs des frères Wright... changeraient immédiatement d'avis s'ils pouvaient ... comme moi tout à l'heure, s'envoler dans cet admirable engin. »
Parmi les personnes qui assistent aux vols : Louis Blériot et René Gasnier, membres de l'Aéro-Club de France, Paul Cornu et Ponton d'Amécourt, pionniers de l'hélicoptère, ou encore Léon Lecornu (le 24 octobre 1908) professeur de mécanique à Polytechnique. En octobre, on remarquera dans l'assistance les aviateurs Henri Farman, Léon Delagrange, Robert Esnault-Pelterie, René Gasnier. L'aviateur Ernest Zens sera le premier passager français de Wilbur Wright, au camp d'Auvours (15 septembre 1908), et Alice Javal la première passagère le 9 octobre.

#### 1909, année charnière
Un an plus tard, la situation n'est plus la même; les Français (et Curtiss aux États-Unis) ont beaucoup progressé. La formule de l'avion classique, moteur à l'avant et empennage arrière (Blériot, Antoinette), commence à s'imposer. Les Wright sont convaincus d'avoir " inventé l'avion " mais en 1909, leur aéroplane n'est plus dans le coup. Pendant la Grande Semaine d’Aviation de la Champagne, les avions Wright n'obtiendront que des résultats moyens, distancés par les aéroplanes Curtiss, Voisin, Farman et Antoinette. Mis à part leur apport essentiel, à savoir la technique de contrôle sur les trois axes (obtenue dès 1902 et qui est l'objet de leur brevet de 1906), la configuration canard de la machine retenue par les Wright a montré ses limites. Absorbés depuis 1906 par leur guerre de brevets, et volontairement restés en dehors de toute manifestations aériennes malgré les conseils de Chanute, ils sont restés figés dans leur concept initial et n'ont pas progressé.
L'aviation progressera sans eux : en 1911, le Wright Model A de 1908 est déjà un modèle de musée; en 1915 le Wright Model K, empennage arrière et hélices à l'avant, n'a plus rien à voir avec le Flyer de 1908.

## Première école de pilotage au monde, à Pau

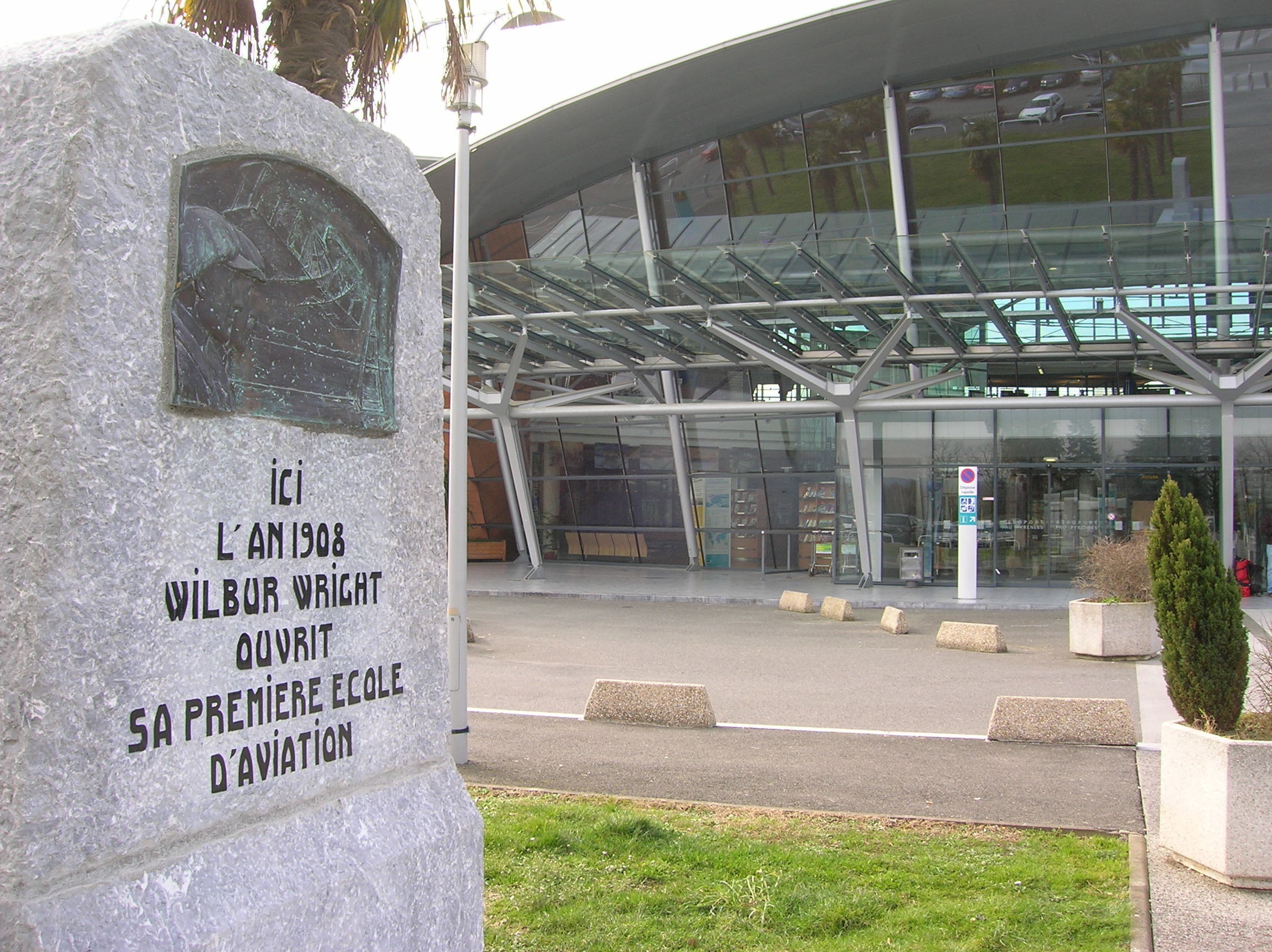
Stèle au nom de la première école au monde de pilotage, devant l'aéroport de Pau-Pyrénées

Deux élèves-pilotes français ont commencé leur formation sur le Flyer, dès l'automne 1908, au camp d'Auvours avec Wilbur Wright : il s'agissait du comte Charles de Lambert et du capitaine Lucas-Girardville, du parc aérostatique de Chalais-Meudon.
La formation progressant lentement à cause de conditions aéro-météorologiques défavorables, au Mans, à l'automne 1908, Wilbur Wright accepte la proposition du Comité d'aviation de Pau de poursuivre les vols sur la lande du Pont-Long, près de Pau. En effet, les conditions aérologiques hivernales y sont généralement favorables, comme l'attestent les relevés (effectués par le Dr Meunier depuis plusieurs années) qui sont présentés à Wilbur Wright.
Le premier janvier, l'aviateur américain commence ses préparatifs de départ. Le Flyer sera démonté et expédié à Pau. Rejoint par Orville, convalescent à la suite de son accident de Fort Myer, Wilbur organise la reprise de ses démonstrations en janvier 1909, à Pau. Il reprend ses vols le 3 février 1909, au Pont-Long, où il jette les bases de l'école de pilotage en poursuivant la formation de Charles de Lambert et du capitaine Lucas-Girardville, auxquels s'ajoute Paul Tissandier, qui débute.
Au début de mars 1909, à Pau-Pont Long, l'aviateur américain achèvera la formation de Paul Tissandier, auquel les frères Wright transmettent la responsabilité de l’École de pilotage Wright.
Wilbur Wright réalise une démonstration de vol devant le roi d'Espagne Alphonse XIII qui est en visite en France à Pau, effectuant un vol de 28 minutes en solo, puis un de 13 minutes avec le comte de Lambert. Le souverain voulant ouvrir une école de pilotage à Madrid.
Après le départ définitif des frères Wright (Wilbur quitte la France le 24 mars 1909), l’École Wright continuera son activité jusqu'en 1910 sous la direction de Paul Tissandier. Celui-ci, à son tour, emmènera son premier élève, l'aéronaute et aviateur René Gasnier, d'Angers. Ce dernier obtiendra son brevet de pilote aviateur le 8 mars 1910.
Paul Tissandier formera également sur appareil Wright A le capitaine Albert Etévé, le capitaine Largier et le comte E. Malynski.

### Records
Le 13 novembre 1908, Wilbur Wright gagne le prix de la hauteur de la Sarthe ; il dépasse facilement les 30 mètres imposés, en atteignant 45, puis 60 mètres d'altitude.
Le 21 septembre 1908, Wilbur Wright établit le nouveau record de durée au niveau mondial :  1 heure, 31 minutes et 25 secondes 4/5, ayant couvert lors de ce vol 66,600 kilomètres.
Le 31 décembre 1908, Wilbur Wright vole une dernière fois à Auvours pendant deux heures, vingt minutes et vingt-trois secondes. Il couvre une distance de 124,7 km et remporte la Coupe Michelin Internationale. Cette dernière, qui était également convoitée entre autres par Henry Farman et Moore Brabazon, était dotée de 20 000 francs.

### Performances
Le 28 septembre 1908, Wilbur Wright établit la meilleure performance dans le cadre du Prix de la Commission d'aviation récompensant le plus long vol (en distance): soit 48 kilomètres et 120 mètres en 1 heure, 7 minutes et 24 secondes 2/5.

### La première photo en aéroplane
Elle aurait été prise par M. Bonvillain, de la maison Pathé, à Auvours[réf. nécessaire].

### La «Wright Company»
Après d'autres démonstrations, en Italie, les frères Wright rentrent aux États-Unis en mai 1909, et fondent la « Wright Company » à Dayton; c'est la première installation aéronautique aux USA. Mais la conception de leurs modèles n'a pas beaucoup évolué; elle est maintenant dépassée. Les frères Wright devront modifier leurs modèles. De 1910 à 1915 ils produisent 13 modèles, au total environ 120 avions .
Wilbur Wright meurt de la typhoïde en 1912 ; en 1915, Orville vend la Wright Company à des investisseurs de New York. Elle fusionnera plus tard avec la « Glenn L. Martin Company » pour former la « Wright-Martin ». Elle subsiste actuellement dans la Curtiss-Wright Corporation.
Orville Wright est lauréat de la Médaille Franklin en 1933. Il meurt en 1948.

## Hommages et récompenses
- En 1909, les frères Wright se voient décerner la médaille d'or du Congrès des États-Unis[39].

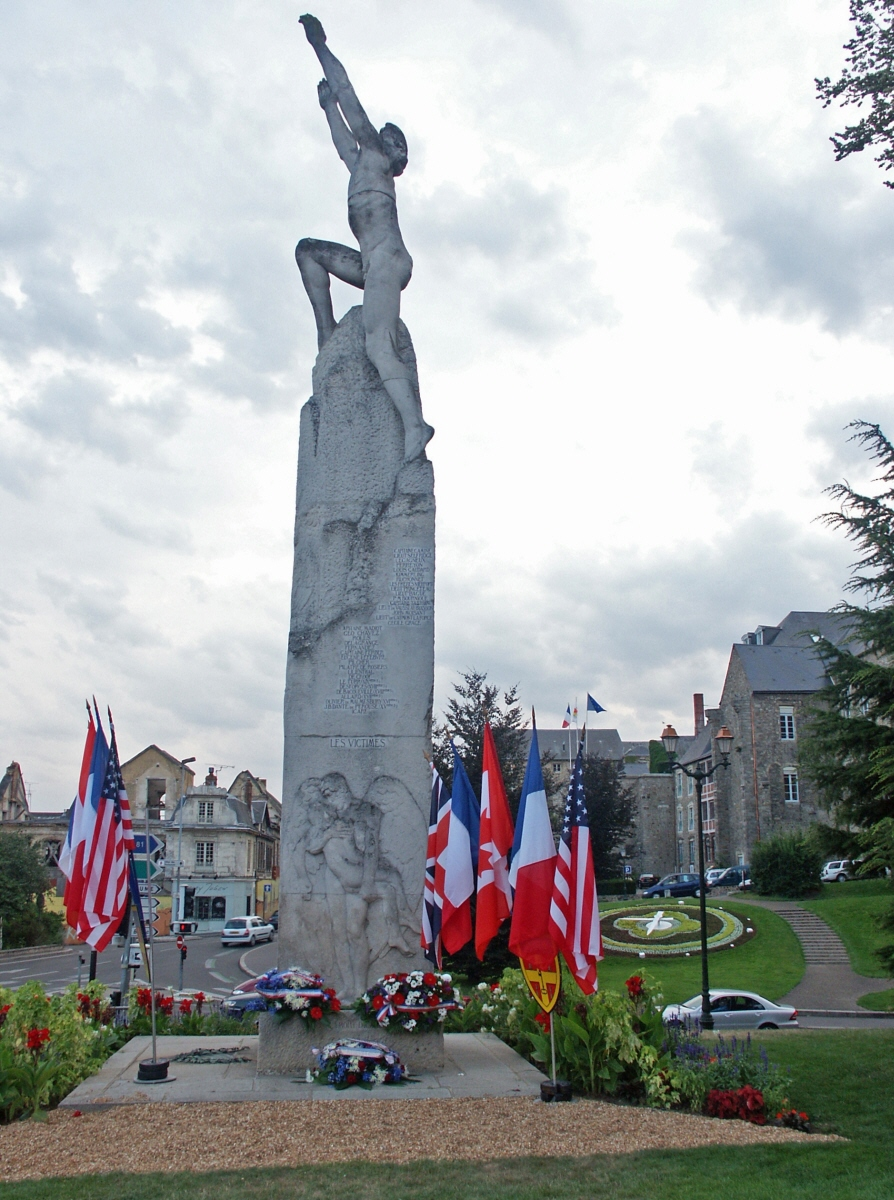
Statue en hommage à Wilbur Wright, au Mans, installée place des Jacobins jusqu'en 2012 et désormais située sur le Pont du Greffier près de la Gare, le long de la Sarthe.

- En 1975, Wilbur et Orville Wright font leur entrée au National Inventors Hall of Fame[40].
- Les frères Wright sont récipiendaires de la médaille John-Scott[41].
- (11246) Orvillewright et (11247) Wilburwright, astéroïdes.
- Wright (lune), lune nommée en l'honneur des deux frères.
- En mémoire de ces deux pionniers de l'aviation, les studios Disney ont appelé Wilbur et Orville deux albatros des dessins animés Les Aventures de Bernard et Bianca et Bernard et Bianca au pays des kangourous[42].
- En collaboration avec la cité de Kitty Hawk (États-Unis), ville où les frères Wright ont réalisé leur premier vol, la ville de Coulaines, en Sarthe, a édifié, pour  centenaire du premier vol du Flyer, une réplique du hangar qui servit à sa fabrication. Ce hangar, situé sur le site sportif de la commune, sert au club sportif de roller.
- Les frères apparaissent dans le film Le Tour du monde en quatre-vingts jours de Frank Coraci.
- Le Wright Brothers Monument, un monument art déco périmorphe a été érigé en leur honneur en 1932 à Kill Devil Hills, en Caroline du Nord, lieu du premier vol de 1903.
- Ils font partie des personnalités dont John Dos Passos a écrit une courte biographie, au sein de sa trilogie U.S.A.
- Le site martien où a été effectué le premier vol motorisé ailleurs que sur la Terre grâce au drone hélicoptère Ingenuity est baptisé par la NASA "champ des frères Wright".
- Les frères Wright apparaissent dans une vidéo des Epic Rap Battles of History où ils affrontent les « Frères Mario et Luigi ».
- Dans Animal Crossing: New Horizons, les deux dodos de la compagnie aérienne sont nommés Wilbur et Orville.
- Un amphithéâtre de l'ISAE-SUPAERO, grande école d'ingénieurs de l'aéronautique et du spatial, est baptisé du nom des frères Wright.
- Dans Arknights, le personnage de Kristen Wright partage, en plus de son nom, d'autres similarités avec les frères Wright, notamment son statut de pionnière dans le domaine de l'aéronautique de son époque.